# Мечетинський юрт
Мечетинський юрт — юрт у складі Черкаського округу області Війська Донського.
До юрту належали поселення (з даними на 1859 рік):
- Мечетинська — козацька станиця положена над річкою Мечетка за 95 верст від Новочеркаська; 306 дворових господарств; 2159 осіб (1046 чоловіків й 1113 жінок); православна церква; поштова станція у 7 верстах від станиці;
- Меркуловський — козацький хутір положений над балкою Меркуловкою за 107 верст від Новочеркаська; 5 дворових господарств; 16 осіб (9 чоловіків й 7 жінок); поштова станція.

За даними на 1873 рік у Мечетинському юрті було 489 дворових садиб й 107 недворових садиб; мешкало 3571 особа (1872 чоловіків й 1699 жінок). Тоді до складу Мечетинського юрту відносилися:
- Мечетинська станиця положена над річкою Мечетка у 96 верстах від Новочеркаська й у 13 верстах від найближчої поштової станції мала 474 дворових садиб й 99 недворових садиб; 3437 осіб (1683  чоловіки й 1754 жінки - за виправлення у помічених одруківках);
- хутір Ковалів був положений над річкою Великий Кагальник у 14 верстах від Мечетинської станиці налічував 6 дворових садиб й 3 бездворових садиб; 33 особи (19 чоловіків й 14 жінок);
- хутір Меркулов був положений над Меркуловою балкою у 13 верстах від Мечетинської станиці налічував 6 дворових садиб й 2 недворові садиби; 32 особи (18 чоловіків й 14 жінок);
- Меркуловська поштова станція налічувала 1 дворову садибу й 2 недворові садиби; 36 осіб (30 чоловіків й 6 жінок);
- Новопротопопівська поштова станція була положена у 9 верстах від Мечетинської станиці над річкою Хомутець; налічувала 1 дворову садибу й 2 недворові садиби; 23 особи (18 чоловіків й 5 жінок);
- хутір Масковенков був положений над верхів'ями річки Хомутець у 9 верстах від Мечетинської станиці й у 1 версті від найближчої поштової станції налічував 1 дворову садибу; 10 осіб (4 чоловіків й 6 жінок).

Мечетинська станиця тепер розташована у Зерноградському районі; Новопротопопівська поштова станція - тепер селище Шосейний у тому ж районі; Меркуловський хутір — тепер Ізобільний хутір у Єгорлицькому районі.